# Njombe (Tansania)
Njombe ist eine Stadt im Süden von Tansania. Sie ist die Regionalhauptstadt der Region Njombe sowie das Verwaltungszentrum des Distriktes Njombe.

## Geographie
Njombe liegt auf fast 2000 Metern Höhe am östlichen Rand der Kipengere Range und verfügt deshalb über ein kühleres Klima. Das Klimaklassifizierungssystem von Köppen-Geiger klassifiziert das Klima als subtropisches Gebirgsklima (Cwb). Jährlich regnet es rund 1100 Millimeter, die Niederschläge fallen hauptsächlich in den Monaten Dezember bis April. Die durchschnittliche Jahrestemperatur beträgt 16 Grad.

## Geschichte
Der Name Njombe kommt von ‘„Mdzombe“, was in der Sprache der Bena „großer Baum“ bedeutet. Ein lokales Zentrum wurde Njombe bereits in der britischen Kolonialzeit in den 1920er Jahren. Im Jahr 2007 wurde Njombe zum Stadt-Council erhoben.

## Bevölkerung
Die größte Ethnie in Njombe sind die Bena. Bei der Volkszählung von 2022 wurden 92.537 Einwohner gezählt.

## Wirtschaft und Infrastruktur
Trotz des städtischen Charakters ist die Landwirtschaft ein wichtiger Wirtschaftsfaktor. Die Herstellung von Waren und die Dienstleistungen Kleinhandel, Transport und Gastwirtschaft nehmen jedoch zu.
Die asphaltierte Fernstraße T6 von Makambako nach Songea führt durch die Stadt. Der nächstgelegene Bahnhof der TAZARA-Eisenbahn – von Dar es Salaam nach Lusaka – befindet sich in der Stadt Makambako.

## Söhne und Töchter
- Eusebio Samwel Kyando (* 1964), römisch-katholischer Bischof von Njombe
- Anne Makinda (* 1949), Politikerin
- Jackson Makwetta (* 1943), Politiker
- Henry Michael Wimile (1962–2008), Wegbereiter der Behindertenbewegung in Tansania